# Thaumalea tridanta
Thaumalea tridanta är en tvåvingeart som beskrevs av Schmid 1970. Thaumalea tridanta ingår i släktet Thaumalea och familjen mätarmyggor. Inga underarter finns listade i Catalogue of Life.